# Grabplatte aus der Johanneskirche von Visby

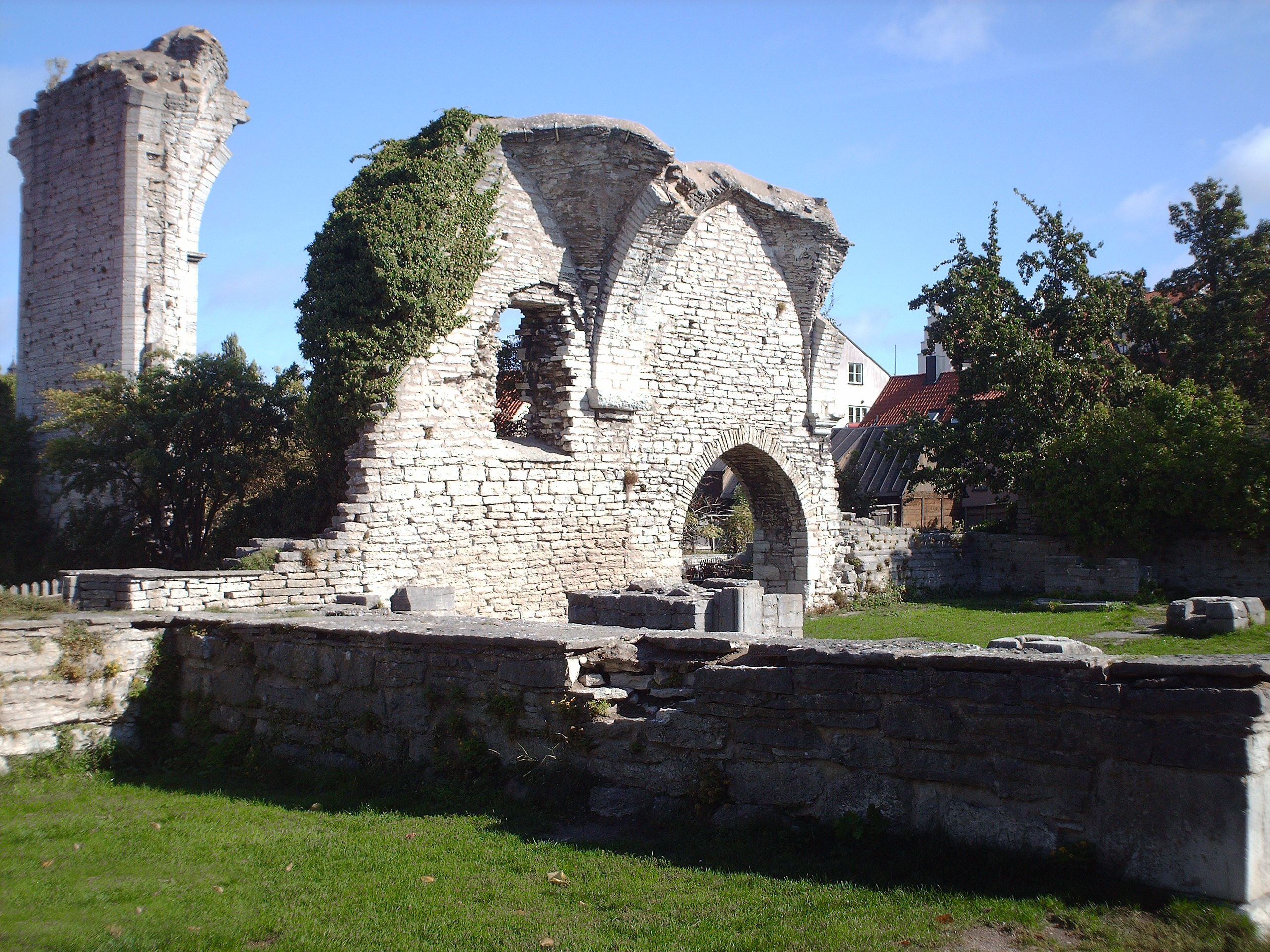
Kirchenruine

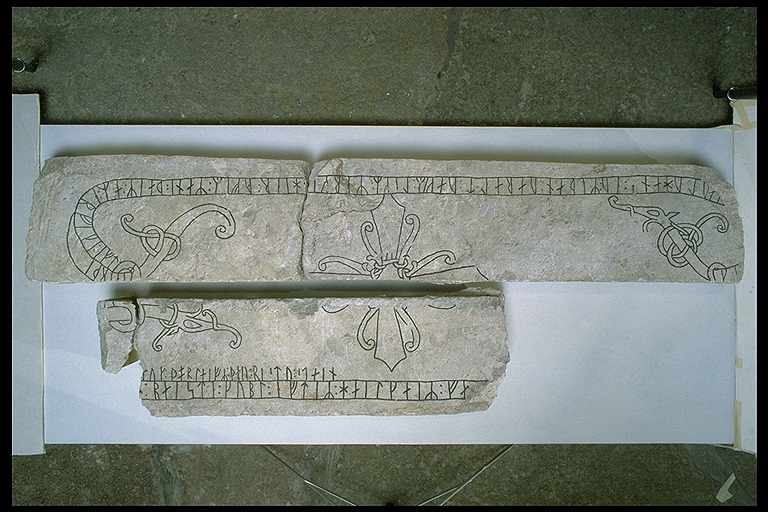
G 343 Hailgairs häll

Die Grabplatte aus der Johanneskirche von Visby (auch G 343 Hailgairs häll genannt) ist ein Stein, der nach der Gutasaga von der Stelle der ältesten Kirche in Vi (alter Name Visbys) auf der schwedischen Insel Gotland stammt, die nicht von heidnischen Widersachern abgebrannt worden ist. Sie stand unterhalb der Steilküste, wo sich heute die Peterskirche befindet.
Heute liegt die zusammen mit der Zwillingskirche St. Pers errichtete St. Johannes (Hans) Kirche in Ruinen. Bei Untersuchungen auf dem traditionsreichen Platz tauchte 1982 unter dem Boden der Johanneskirche die Grabplatte eines mittelalterlichen Grabes auf.
Die teilweise mit geritzten Runen versehene Platte zeigt ein Kreuz und die charakteristischen Drachenschlingen, welche die Runeninschrift tragen. Schlingen verzieren auch einige mit Kreuzen versehene Bildsteine u. a. in den Kirchen in Sjonhem und Hogrän.

## Beschreibung
Es handelt sich um eine große rechteckige symmetrisch verzierte Platte, die irgendwann zerschlagen worden war, um einem anderen Zweck zu dienen. Die Platte war ursprünglich aus einem Bildstein des 5.–6. Jahrhunderts geschlagen worden, von dem noch schwache Spuren des Wirbelrades und der oberen Randzier zu sehen sind.
Das Wichtigste an dem Stein, dessen Endform sich in die Mitte des 11. Jahrhunderts datieren lässt, sind die Form und die Runenschrift. Zuvor war eine Runenornamentik dieser Art den phallusartigen Bildsteinen und Steinen der Grabkisten aus heidnischer Zeit vorbehalten, die wie ihre Vorgänger, die Bautasteine, als Erinnerungszeichen errichtet wurden. Hier wurde erstmals auf einer „liegenden Grabplatte“ eines Typs geritzt, der später die Grabsitten dominierte.
Dass der Stein tatsächlich gelegen hat, geht aus der Inschrift hervor, die in moderner Übersetzung lautet: „… errichtete das Grabmal für Hailgair, … seine Seele. Solange die Welt besteht, befindet sich das Denkmal über dem Mann, so wie es die Erben errichteten … und Torleif ritzten den Stein“.
Gefunden wurde Gotlands älteste Grabplatte des mittelalterlichen Typs, der am Anfang der realen Christianisierung (nach 1050 n. Chr.) der Insel stand. Es ist zugleich ein Bindeglied zwischen der Vorzeit und dem Mittelalter.